# 2. československá fotbalová liga 1959/1960
V soubojích 28. ročníku druhé nejvyšší fotbalové soutěže – 2. československé fotbalové ligy 1959/1960 – se utkalo 28 mužstev ve dvou skupinách po 14 účastnících každý s každým dvoukolovým systémem podzim–jaro. Tento ročník začal v pátek 7. srpna 1959 v Plzni utkáním domácího Spartaku LZ se Spartakem Čelákovice (výhra domácích 4:3) a skončil v neděli 12. června 1960.

## Skupina A
| Poř. | Tým                            | Z  | V  | R  | P  | VG | OG | B  |
| ---- | ------------------------------ | -- | -- | -- | -- | -- | -- | -- |
| 1.   | TJ SONP Kladno                 | 26 | 19 | 4  | 3  | 95 | 32 | 42 |
| 2.   | TJ Dynamo Karlovy Vary         | 26 | 14 | 4  | 8  | 52 | 46 | 32 |
| 3.   | TJ Spartak Plzeň LZ            | 26 | 13 | 5  | 8  | 54 | 40 | 31 |
| 4.   | TJ Spartak Ústí nad Labem (S)  | 26 | 11 | 8  | 7  | 44 | 32 | 30 |
| 5.   | TJ Tatran Teplice              | 26 | 10 | 8  | 8  | 41 | 31 | 28 |
| 6.   | TJ Spartak Motorlet Praha      | 26 | 11 | 6  | 9  | 45 | 46 | 28 |
| 7.   | TJ Kovostroj Děčín             | 26 | 9  | 6  | 11 | 47 | 44 | 24 |
| 8.   | TJ Slovan Liberec              | 26 | 7  | 10 | 9  | 31 | 37 | 24 |
| 9.   | TJ Spartak Čelákovice          | 26 | 11 | 2  | 13 | 44 | 62 | 24 |
| 10.  | TJ Baník Most (N)              | 26 | 8  | 7  | 11 | 49 | 54 | 23 |
| 11.  | TJ Dynamo Kutná Hora           | 26 | 10 | 2  | 14 | 36 | 59 | 22 |
| 12.  | TJ Dynamo České Budějovice (N) | 26 | 7  | 7  | 12 | 48 | 55 | 21 |
| 13.  | TJ Jiskra Úpice (N)            | 26 | 4  | 11 | 11 | 27 | 45 | 19 |
| 14.  | TJ Dynamo Praha „B“            | 26 | 4  | 8  | 14 | 26 | 56 | 16 |

Poznámky:
- Z = Odehrané zápasy; V = Vítězství; R = Remízy; P = Prohry; VG = Vstřelené góly; OG = Obdržené góly; B = Body; (N) = Nováček (postoupivší z nižší soutěže); (S) = Sestoupivší z vyšší soutěže
- České kluby Dynamo Kutná Hora a TJ Spartak Čelákovice přešly v následujícím ročníku z důvodu rozšíření druhé ligy na 3 skupiny do skupiny „B“.[1]

|  | Postup do I. čs. fotbalové ligy 1960/1961            |
|  | Přechod do B-skupiny 1960/1961                       |
|  | Sestup do Východočeského krajského přeboru 1960/1961 |
|  | Sestup do Krajského přeboru – Praha 1960/1961        |

## Skupina B
| Poř. | Tým                          | Z  | V  | R  | P  | VG | OG | B  |
| ---- | ---------------------------- | -- | -- | -- | -- | -- | -- | -- |
| 1.   | TJ TTS Trenčín               | 26 | 20 | 1  | 5  | 75 | 29 | 41 |
| 2.   | TJ Dynamo Žilina (S)         | 26 | 19 | 2  | 5  | 68 | 27 | 40 |
| 3.   | TJ VŽKG Ostrava              | 26 | 15 | 7  | 4  | 60 | 33 | 37 |
| 4.   | TJ Odeva Trenčín             | 26 | 13 | 5  | 8  | 64 | 42 | 31 |
| 5.   | TJ Lokomotíva Košice         | 26 | 11 | 5  | 9  | 36 | 31 | 28 |
| 6.   | VTJ Dukla Brezno             | 26 | 12 | 4  | 10 | 48 | 48 | 28 |
| 7.   | TJ Spartak Považská Bystrica | 26 | 10 | 5  | 11 | 48 | 55 | 25 |
| 8.   | TJ Spartak Martin (N)        | 26 | 7  | 10 | 9  | 31 | 42 | 24 |
| 9.   | TJ Jiskra Otrokovice         | 26 | 8  | 5  | 13 | 45 | 50 | 21 |
| 10.  | TJ Železárny Prostějov       | 26 | 8  | 5  | 13 | 41 | 53 | 21 |
| 11.  | TJ Gottwaldov                | 26 | 8  | 4  | 14 | 36 | 44 | 20 |
| 12.  | TJ Slovan Piešťany           | 26 | 7  | 6  | 13 | 33 | 55 | 20 |
| 13.  | TJ TSZ Lučenec (N)           | 26 | 4  | 8  | 14 | 28 | 69 | 16 |
| 14.  | VTJ Dukla Olomouc (N)        | 26 | 4  | 4  | 18 | 29 | 64 | 12 |

Poznámky:
- Z = Odehrané zápasy; V = Vítězství; R = Remízy; P = Prohry; VG = Vstřelené góly; OG = Obdržené góly; B = Body; (N) = Nováček (postoupivší z nižší soutěže); (S) = Sestoupivší z vyšší soutěže
- Moravské kluby VŽKG Ostrava, Jiskra Otrokovice, Železárny Prostějov a TJ Gottwaldov zůstaly v následujícím ročníku druhé ligy ve skupině „B“.[1]
- Slovenské kluby Slovan Piešťany, Spartak Martin, Spartak Považská Bystrica, Dukla Brezno, Odeva Trenčín, Lokomotíva Košice a Dynamo Žilina přešly v následujícím ročníku z důvodu rozšíření druhé ligy na 3 skupiny do skupiny „C“.[1]

|  | Postup do I. čs. fotbalové ligy 1960/1961               |
|  | Přechod do C-skupiny 1960/1961                          |
|  | Sestup do Středoslovenského krajského přeboru 1960/1961 |
|  | Sestup do Severomoravského krajského přeboru 1960/1961  |